# 嵯峨塩鉱泉
嵯峨塩鉱泉（さがしおこうせん）は、山梨県甲州市（旧国甲斐国）にある鉱泉（温泉法上の温泉ではない）。

## 泉質
- 非温泉（温泉法の要件を満たさず）
  - 源泉温度18℃の冷鉱泉。
- 効能：胃腸病、神経痛、冷え性、美肌

## 温泉地
大菩薩峠の南麓で日川渓谷沿いに位置。周辺はコンビニや民家は皆無である。
標高1300メートルの高地に、一軒宿の「嵯峨塩館」が存在する。日帰り入浴可能。旅館前の道路は県道大菩薩初鹿野線が通っている。
以前は「日本秘湯を守る会」の会員だったが、鉱泉分析結果で温泉法を満たしていなかったため、日本秘湯を守る会から脱会した。
北は上日川ダム方面、南は甲斐武田氏滅亡の地景徳院・天目山棲雲寺方面である。

## 歴史
開湯は、700年前の戦国時代である。古くから武田信玄の隠し湯として知られてきた。
現在の旅館の創業は、明治35年（1902年）。

## アクセス
- JR中央本線甲斐大和駅より、車で20分。

- 中央自動車道大月ICから国道20号線経由、車で20分。